# 이이다 마사히로
이이다 마사히로(일본어: 飯田 雅浩, 2000년 10월 5일~)는 일본의 축구 선수이다.

## 구단 경력
그는 2023년 J2리그의 도쿄 베르디에 입단했다. 2024년 J3리그의 반라우레 하치노헤로 이적했다. 2025년 가마타마레 사누키로 이적했다.